# Ivica Horvat
Pour les articles homonymes, voir Ivan Horvat (athlétisme).
Ivan « Ivica » Horvat (né le 16 juillet 1926 à Sisak dans le Royaume des Serbes, Croates et Slovènes, et mort le 27 août 2012 sur l'île de Krk en Croatie) est un footballeur international et entraîneur yougoslave (croate).

## Biographie

### Joueur
Horvat a joué entre 1945 et 1957 pour le Dinamo Zagreb. En 1957, il part en Allemagne pour jouer à l'Eintracht Francfort, où il reste jusqu'à la fin de sa carrière.

### Palmarès
- Championnat de Yougoslavie (2) : 1948 et 1954
- Coupe de Yougoslavie (1) : 1951
- Championnat d'Allemagne (1) : 1959

- Médaille d'argent aux Jeux olympiques : 1952

### International
Avec l'équipe de Yougoslavie, Horvat a joué de 1946 à 1956, avec un nombre de 60 apparitions. Il prit part à la coupe du monde 1950 et 1954.
En international, il a également participé avec sa sélection aux Jeux olympiques 1952 d'Helsinki où ils remportent la médaille d'argent. Ils perdent en finale contre la meilleure équipe européenne de l'époque, la Hongrie.
Lors des quarts-de-finale du mondial 1954, les Yougoslaves sont éliminés 1-0 à cause d'un but de Horvat contre son camp à la 10e minute, faisant le but contre son camp le plus rapide de l'histoire de la coupe du monde jusqu'à celui du paraguayen Carlos Gamarra au bout de 3 minutes contre les Anglais lors de la coupe du monde 2006.

### Entraîneur
Entre 1961 et 1979, Horvat travaille en tant qu'entraîneur, au départ en tant qu'assistant dans son ancien club de l'Eintracht Francfort, succédant à Paul Oßwald en 1964. Mais Francfort n'obtient pas les résultats escomptés et Horvat est limogé en 1965. Il est suivi par Elek Schwartz.
Avec le Dinamo Zagreb, il remporte la Coupe des villes de foires, prédécesseur de la Coupe UEFA, en 1966-67 avec Branko Zebec comme assistant.
À partir de 1971, il retourne en Bundesliga, cette fois au FC Schalke 04, où il gagne la Coupe d'Allemagne 1972 et finit deuxième du championnat.
En 1975, Horvat part pour le Rot-Weiss Essen, où il reste jusqu'en septembre 1976.
Au début de la saison 1978-1979, Horvat retourne à Schalke mais est limogé en mars à cause des mauvaises performances à la suite du derby perdu contre le rival de Bochum. Il prend donc sa retraite d'entraîneur.

### Palmarès
- Coupe des villes de foires : 1967
- Coupe d'Allemagne : 1972